# Antonio Badoni Lecco
La Antonio Badoni Lecco, conosciuta anche con l'acronimo ABL è stata una tra le principali società italiane di costruzioni di locomotive da manovra, di carpenterie metalliche e veicoli speciali per il trasporto.

## Storia

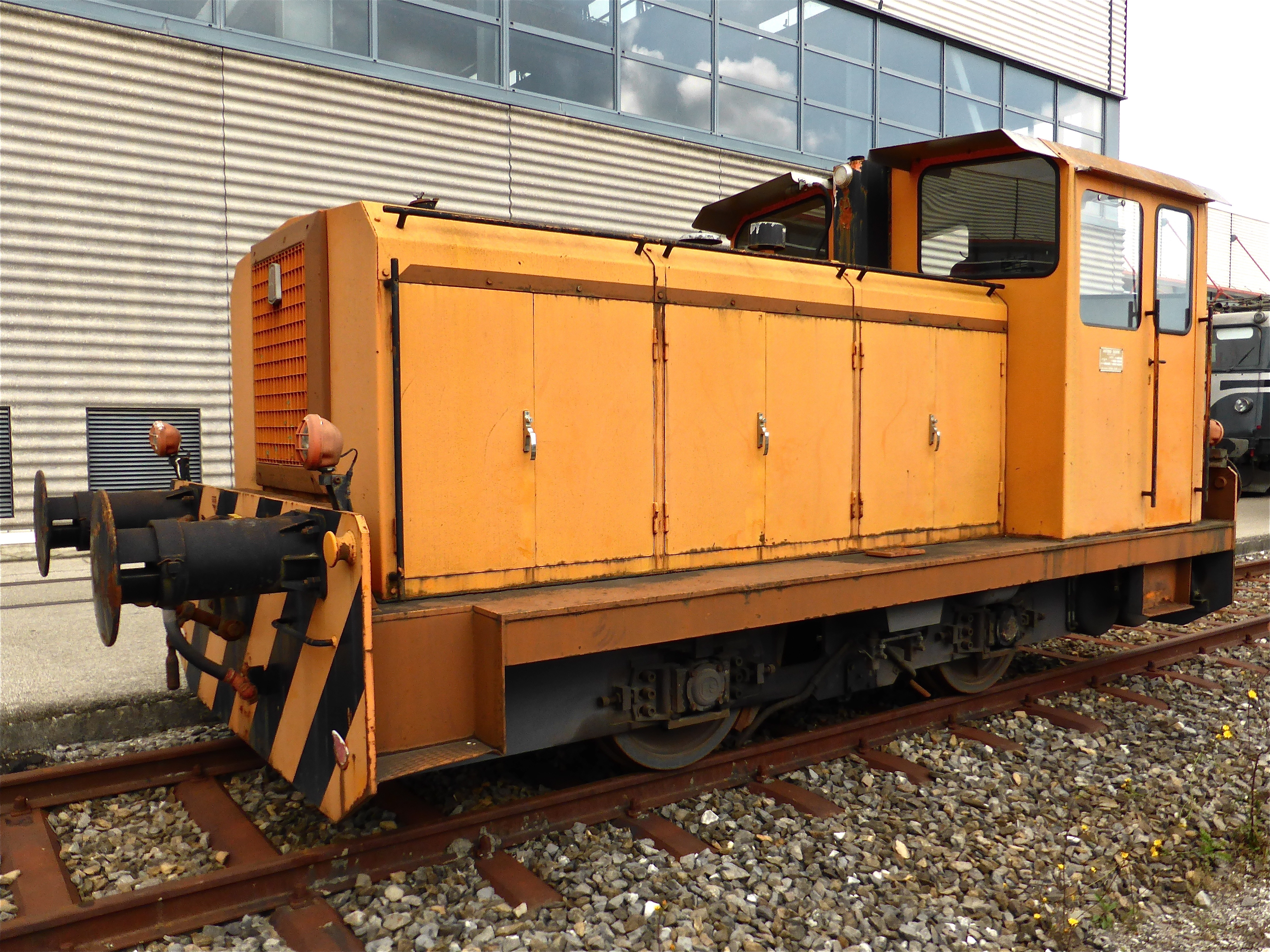
Locomotiva da manovra Antonio Badoni Lecco

Le sue origini risalgono al 1850 quando nacque, a Lecco, come società Giuseppe Badoni & Compagni attiva nel settore siderurgico sino alla chiusura dello stabilimento di Bellano nel 1867. La produzione riprese l'anno successivo grazie ai figli Antonio e Carlo. Nel 1900 modificò la ragione sociale divenendo la Antonio Badoni & C. Divenne presto una tra le maggiori protagoniste dello sviluppo industriale della città. Per qualche anno la Badoni diventa la BBB (Badoni-Bellani-Benazzoli) in quanto controllata dalle omonime famiglie; nel 1912 si trasforma in Società anonima Antonio Badoni. Tra le sue più qualificanti realizzazioni del periodo è la costruzione della monorotaia di Genova, la Telfer, ultimata nel 1914. Nel 1922 dopo alcuni trasferimenti proprietari e cambio di ragione sociale ritorna ad essere interamente controllata dalla famiglia Badoni e si trasforma in società per azioni con il nome di Antonio Badoni S.p.A.. La produzione spazia ormai su tutti i settori della carpenteria e meccanica pesante, conquistando prestigio e realizzando grandi opere all'estero.
Si associano nella proprietà anche le Acciaierie Falck. Gli anni settanta segnano l'inizio del decadimento dell'azienda; continuano tuttavia le consegne di locomotive ferroviarie come le 245 finché nel 1993, dopo aver completato la consegna dell'ultima serie di locomotive da manovra 255 il Tribunale di Lecco non ne decreta il fallimento.
Nel corso della procedura fallimentare, nel 1997, il marchio e quanto ad esso connesso viene acquisito dal gruppo Bonfanti che dà origine alla nuova azienda Badoni s.r.l.

## Principali commesse
- 1914: Impianto completo della Telfer, l'antica monorotaia di Genova.
- 1931-1952: Gli automotori dei gruppi 206-207-208 e in seguito anche 210 e 211 (questi ultimi due costruiti su licenza della tedesca Breurer), più comunemente conosciuti con il soprannome di sogliole sono una delle più note realizzazione della fabbrica Antonio Badoni di Lecco.
- 1972: Il Ponte sul Bosforo.

Nel corso degli anni la Badoni ha costruito ponti a travate metalliche fisse e scomponibili, serbatoi per raffinerie ed impianti di stoccaggio, l'impianto completo di carico e scarico minerale a Porto Torres, l'impianto di trasporto di carbone per l'officina del gas della città di Mantova ed inoltre funicolari, ponti trasbordatori e gru per strutture portuali.

## Mezzi ferroviari
Di seguito è riportata la lista dei locomotori prodotti dalla Antonio Badoni S.p.A., con tra parentesi la marcatura di tipo FS.
- ABL IV (automotori FS 206, 207 e 208 "Sogliola")
- ABL IV NLR (automotore FS 209.003)
- ABL V (automotore FS 209)
- ABL V N e V NE (automotori FS 210 e 211 "Sogliolone")
- ABL VI (automotore FS 216)
- ABL VII (automotori FS 215 e 218)